# Fricassee
Fricassee (Frans: fricassée) is een ragout van wit vlees en een gebonden witte saus. Vlees wordt in kleine stukken gesneden en daarna gestoofd. De term wordt voor eenvoudige stoofschotels gebruikt. Het is ook niet gebonden aan een bepaald soort vlees, dus een fricassee kan gemaakt zijn van kippenvlees, lamsvlees, kalfsvlees of een andere, witte vleessoort.

## Etymologie
De term is ontleend aan het Frans, maar de precieze herkomst van het woord in die taal is onzeker. Er bestaat een theorie, dat het woord een samenvoeging is van frire (bakken) en casser (breken in delen). In de zestiende eeuw werd de term voor het eerst in Engeland aangetroffen.